# 56e régiment de marche
Pour les articles homonymes, voir 56e régiment.
Le 56e régiment d'infanterie de marche (ou 56e régiment de marche) est un régiment d'infanterie français, qui a participé à la guerre franco-allemande de 1870 et à la campagne de 1871 à l'intérieur.

## Création et différentes dénominations
- 21 novembre 1870 : formation du 56e régiment d'infanterie de marche
- 6 septembre 1871 : fusion dans le 56e régiment d'infanterie de ligne

## Chefs de corps
- 14 novembre 1870 - 7 février 1871 : lieutenant-colonel Villain[1],[2],[3]
- - 24 février 1871 : lieutenant-colonel Dauriac[4]

## Historique
Le régiment est formé le 21 novembre 1870 à Bourges, à deux bataillons. Il amalgame les 3e et 4e compagnies de dépôt du 8e de ligne, les 4e et 5e compagnies de dépôt du 9e de ligne, la 5e compagnie de dépôt du 13e de ligne, la 5e compagnie de dépôt du 32e de ligne, la 5e compagnie de dépôt du 34e de ligne, la 5e compagnie de dépôt du 35e de ligne, la 6e compagnie de dépôt du 46e de ligne, la 5e compagnie de dépôt du 77e de ligne, la 6e compagnie de dépôt du 82e de ligne et la 6e compagnie de dépôt du 99e de ligne avec le VIe bataillon de marche du 56e régiment d'infanterie de ligne. Ce bataillon est issu d'un détachement échappé de Sedan et renforcé au dépôt du 56e de ligne avec six compagnies,.
Il fait partie de la 1re brigade de la 2e division d'infanterie du 21e corps d'armée,. Il combat notamment à la bataille du Mans,.
Il fusionne à Nevers le 6 septembre 1871 dans le 56e régiment d'infanterie de ligne, parti de Nîmes.

## Personnalité ayant servi au régiment
- Georges-Albert Leleu[23]